# Киевский экспериментальный керамико-художественный завод
Киевский экспериментальный керамико-художественный завод (КЭКХЗ), позже ОАО «ДЕФФА» — предприятие фарфорово-фаянсовой отрасли. Существовало с 1924 по 1973 год в городе Киев, а с 1973 по 2006 год в городе Вишнёвое под Киевом.

## История
В 1924 году на основании приказа Всеукраинского государственного объединения фарфоровых, фаянсовых и стеклянных заводов была основана экспериментальная мастерская, которую возглавили В. В. Варжанский — художник по керамике, и Э. Я. Ерусалимский — инженер-химик. Мастерская была создана как подсобное производство. Функционировало на условиях хозрасчета при Укрфарфорфаянстресте — организации, которая объединяла все крупнейшие керамические заводы УССР.
В ходе боевых действий Великой Отечественной войны и в период немецкой оккупации завод был разрушен, но после окончания войны в соответствии с четвёртым пятилетним планом восстановления и развития народного хозяйства СССР - восстановлен.
В середине XX века здесь было впервые широко внедрено использование петриковской росписи на фарфоре. На предприятии работали известные мастерицы из Петриковки, ученицы Татьяны Паты: Марфа Тимченко, Вера Клименко-Жукова, Пелагея Глущенко, Вера Павленко и Галина Павленко-Черниченко. Это было единственное предприятие с налаженным массовым производством фарфора, украшенной росписью мастеров из основной школы петриковской росписи.
Также на заводе работали и другие известные художники и скульпторы фарфора: О. Л. Жникруп, В. И. Щербина, О. П. Рапай-Маркиш, Г. М. Калуга, А. Д. Сорокин и многие другие.
В июне 1988 года Совет министров УССР утвердил план технического перевооружения предприятий лёгкой промышленности УССР, в соответствии с которым в 1991 - 1993 гг. предусматривалась реконструкция и расширение Киевского экспериментального керамико-художественного завода. Общий объём капитальных вложений должен был составить 6 млн. рублей, но эта программа не была реализована.
После провозглашения независимости Украины государственное предприятие было преобразовано в открытое акционерное общество.
После закрытия завода коллекция изделий, которая сохранилась там и стоимость которой оценивалась в несколько миллионов долларов, должна была быть передана в Государственный музей декоративного украинского искусства, однако вместо этого она была похищена и исчезла.